# Petter Davidson
Bengt Anders Petter Davidson, född 7 december 1943 i Stockholm, är en svensk fotograf och regissör.

## Filmfoto i urval
- 1970 – Baltutlämningen
- 1970 – Jänken
- 1971 – Joe Hill
- 1972 – Jag heter Stelios
- 1973 – Om 7 flickor
- 1974 – Sanningens ögonblick
- 1975 – Den vita väggen
- 1975 – Garaget
- 1978 – Man måste ju leva...
- 1979 – Gå på vattnet om du kan
- 1979 – Katitzi (TV-serie)
- 1981 – Göta kanal
- 1981 – Snacka går ju...
- 1982 – Gräsänklingar
- 1983 – Limpan

## Regi
- 1968 – Dart 68